# I Feel
I Feel è l'ottavo (sesto in lingua coreana) EP del girl group sudcoreano (G)I-dle, pubblicato nel 2023.

## Tracce
1. Queencard (퀸카) – 2:41
2. Allergy – 2:42
3. Lucid – 2:55
4. All Night – 2:26
5. Paradise – 3:09
6. Peter Pan (어린 어른) – 3:10